# 中華人民共和国国家情報法
中華人民共和国国家情報法（ちゅうかじんみんきょうわこくこっかじょうほうほう、簡体字中国語: 国家情报法、繁体字中国語: 國家情報法、拼音: GuójiāQíngbàoFǎ）とは、2017年6月28日に施行された、国家の情報活動に関する基本方針とその実施体制、情報機関とその要員の職権等について規定する中華人民共和国法である。

## 概要
公になっている中では、中華人民共和国の国家情報機関に関連する最初の法律である。この法律によって国の情報活動が明確な法的根拠に従う事を義務付け、同時に情報活動に対する国民の権利義務についても法律で明確に定める事によって、「法に基づく国家統治」を推進する事を目的としており、法案審議の過程でも、 ①情報機関とその要員に係る職務規律の厳格化と監督の強化、②国民の権利利益の保護強化、③情報活動要員の身分保障の強化等が議論され、これらの点を中心に規定内容が拡充された。
この法律が適用される組織として国家安全部や公安部は直接名指しされていないが、第3条及び第5条で国家安全機関（中国語: 国家安全机关）・公安機関（中国語: 公安机关）・中央軍事委員会（中国語: 中央军事委员会）の3種が規定されており、国家安全機関は中国共産党中央国家安全委員会、公安情報機関は国家安全部・公安部や人民解放軍の情報機関をそれぞれ指すものと解される。なお、中華人民共和国において中央軍事委員会は形式上中国共産党中央軍事委員会と中華人民共和国中央軍事委員会とがあるが、構成メンバーは基本的には同一であり、いずれにせよ実質的には中国共産党が軍事力を掌握するための機関であると看做されている。
同法によれば、「すべての者が国家安全保障に責任を負う」とされ、中華人民共和国の国家安全保障に係る法体系に則したものとなっている。2017年5月16日の最終草案は、以前のものと比較してトーンダウンされた。全国人民代表大会は2017年6月27日に法案を可決した。法律は2018年4月27日に更新された。
2014年4月に習近平政権は総合的国家安全観（中国語: 总体国家安全观）なる国家安全保障に係る基本方針を打ち出しており、国家情報法は中央政府・中国共産党が主導する法に基づいた統制強化（「依法治国」）に向けた取組の中で成立したものである。2014年には反間諜法が強化され 、2015年には国家安全法 及び反テロリズム法 、2016年にはサイバーセキュリティ法 及び海外NGO国内活動管理法 がそれぞれ可決されたのも、それらの一環であったとされる。

## 主な条項

### 立法目的及び基本方針
- 国の情報活動を強化及び保障し、国の安全と利益を守ることを目的として、憲法に基づき本法を制定する（第1条）[1][6]。
- 国の情報活動においては、総合的国家安全観を堅持し、国の重要政策決定に参考となる情報の提供を行い、国の安全に危害を及ぼすリスクの予防・解消のために情報面での支援を行い、国の政権、主権、統一・領土保全、国民福祉、経済社会の持続可能な発展その他国の重大な利益を守る（第2条）[1][6]。

### 国家情報機関及びその職員の職権の権限
- 国家情報機関は、国外の機構、組織及び個人が実施し、若しくは他人に指図若しくは資金援助して実施させた、又は国内外の機構、組織及び個人が結託して実施した中華人民共和国の国の安全及び利益に危害を及ぼす行為に関連する情報を法に従い収集及び処理し、上述の行為を警戒、阻止及び処罰するために根拠又は参考となる情報を提供しなければならない（第11条）[1]。
- 国家情報機関は、関係する機関・組織[注 2]・個人に対して、必要な支持、援助及び協力の提供を要求することができる（第14条）[1][6][13]。
- 国家情報機関は、必要に応じて、国の関係規定に基づき、厳格な承認手続を経て、技術偵察措置（通信傍受等）及び職員の身分保護措置を講じることができる（第15条）[1][6]。
- 国家情報機関の活動要員は、法に従い任務を遂行するに当たり、国の関係規定に基づき、許可を得て、必要な証明文書を提示することにより、立入りが制限されている関係区域・場所に立ち入り、関係する機関、組織及び個人に対し関係する状況について聴取又は質問を行い、関係する公文書、資料及び物品を閲覧又は押収することができる（第16条）[1]。
- 国家情報機関の活動要員は、緊急の任務を遂行する必要がある場合、必要な証明文書を提示することにより、通行の便宜を受けることができる。国家情報活動機構の活動要員は、業務上の必要に基づき、国の関係規定に従い、関係する機関、組織及び個人の交通手段、通信手段及び土地建物を優先的に使用又は法により接収することができ、必要な場合、関連の活動場所及び施設・設備を設置することができる。任務の終了後は、速やかに返却又は原状回復し、かつ、規定に従い相応の費用を支払わなければならず、損失を生じさせたときは、補償しなければならない（第17条）[1][6]。

### 情報活動への協力義務及びその報酬・権利保証[1][6]
- いかなる組織及び国民も、法に基づき国家情報活動に対する支持、援助及び協力を行い、知り得た国家情報活動についての秘密を守らなければならない。国は、国家情報活動に対し支持、援助及び協力を行う個人及び組織を保護する（第7条）。
- 国の情報活動は、法に基づいて行い、人権を尊重及び保障し、個人及び組織の合法的権利利益を守らなければならない（第8条）。
- 国は、国の情報活動に大きな貢献のあった個人及び組織に対し、表彰及び報奨を行う（第9条）。
- 国家情報活動機構及びその活動要員は、法に厳格に従って業務を行わなければならず、 職権を逸脱若しくは濫用し、国民及び組織の合法的権利利益を侵害し、職務上の便宜を利用して本人若しくは他人の私利を貪り、又は国家機密、営業秘密若しくは個人情報を漏えいすることがあってはならない（第19条）。
- 国家情報機関の職員がその任務遂行において、又は国家情報機関の協力者がその協力活動において、本人又はその近親者の身の安全が脅かされたときは、国の関係部門が保護・救済のために必要な措置を講ずる（第23条）。
- 国家情報活動に対して貢献し、かつ人身保護のための転居が必要な者に対しては、国は、適切な措置を講ずる。公安、民生、財政、保健衛生、教育、労働、社会保障等の関係部門及び国有企業・事業体は、国家情報活動機構に協力して転居に係る十分な対応を行わなければならない（第24条）[1]。
- 国の情報活動への支援・協力により財産の損失が生じた個人及び組織に対しては、国の関係規定に基づき補償を行う（第25条）。
- いかなる個人及び組織も、国家情報活動機構及びその活動要員の職権逸脱、職権濫用その他の違法及び規律違反の行為について、告発又は告訴を行う権利を有する。告発及び告訴を受理した関係機関は、速やかに調査及び処理を行い、かつ、その結果を告発人及び告訴人に告知しなければならない。国家情報活動機構及びその活動要員を法に従い告発又は告訴した個人及び組織に対し ては、いかなる個人及び組織も抑圧及び報復を行ってはならない。国家情報活動機構は、個人及び組織が告発、告訴及び状況報告を行うために便利な手段を提供し、かつ、告発人及び告訴人の個人情報を保護しなければならない（第27条）。
- 国家情報活動機構及びその活動要員に職権の逸脱又は濫用、国民及び組織の合法的権利利益の侵害、職務上の便宜を利用した本人又は他人の私利の追求、国家機密、営業秘 密又は個人情報の漏えい等の違法又は規律違反の行為があったときは、法に従い処分を行う。犯罪を構成するときは、法に従い刑事責任を追及する（第31条）。

## 懸念及び影響

### 国家情報法に対する反応・指摘
あらゆる組織・個人に対して情報活動への協力を強制することを旨とする国家情報法は、いわば先に成立した国防動員法のインテリジェンス版であるといえ、自国の情報機関への協力を原則個人の自由意思に委ねている西側諸国に強い衝撃を与えた。中華人民共和国は、刊行物や学術論文といった公開情報も幅広く収集し、国際会議などの場で人脈を広げながら、外国の技術を国内に取り込む機会をうかがっているとされる。
欧米の政府関係者や専門家らは、ファーウェイなどの中国系企業は、出所に関係なくデータを中国共産党政府に引き渡すことを法律で義務付けられていると主張している。オーストラリア戦略政策研究所が発表した記事では、国家情報法をはじめとする中華人民共和国の多くの法律によって、「中国市民と企業は、地理的境界に関係なく、『諜報活動』への参加の法的責任と義務を負っている」が、それと同時に中国の言う"intelligence work"の範囲が曖昧で様々な解釈が可能であるとも概説されている。イギリス国防委員会は、2020年10月に次世代通信規格5Gの安全に関する報告書を発表し、中華人民共和国との共謀の明らかな証拠があるとファーウェイを名指ししている。

### アメリカの対応
これらの懸念から、ファイブアイズ加盟国を中心に中国通信機器の締め出しが始まっている。特にドナルド・トランプ政権下のアメリカ合衆国は、中華人民共和国による産業・軍事スパイ行為に警戒感を顕にした。2018年に成立した2019年度国防権限法においては、ファーウェイやハイクビジョンなど、5G・監視カメラ・人工知能（AI）関連の中国企業5社に対する政府調達禁止が盛り込まれた。さらに2020年8月には、マイク・ポンペオ国務長官が通信キャリア・アプリ・クラウド・海底ケーブルの分野で"クリーン"なネットワークを同盟国と構築するとする「クリーンネットワーク計画」を発表。2020年9月現在、30カ国以上の国の企業がこれに参加する一方で、5Gで先行するファーウェイなどをはじめとする中国企業を事実上排除する動きが広がっている。
またアメリカ合衆国司法省は、連邦捜査局（FBI）と合同の対策チーム「チャイナ・イニシアチブ」を設立して中華人民共和国の産業スパイの取り締まりを強化。国際ジャーナリストの山田敏弘氏によれば、180名ほどの中国人留学生らがFBIの捜査対象となり、追及を恐れた女子学生がサンフランシスコの中華人民共和国総領事館に逃げ込み、家宅捜索で発見された軍人の身分を隠して入国していたことを示す人民解放軍の制服を着た写真を提示して、引き渡しに応じさせるという一幕もあったという。アメリカ国内の大学や研究機関に所属する中国人の監視やビザの有効期限の大幅短縮などの措置をとられ、実際に中華人民共和国の諜報員であるとされる人物の逮捕にも至っているが、司法省検事は「氷山の一角にすぎない。中国は国家ぐるみで犯行に及んでいる」としている。このような摘発が続けられる最中、量子物理学の第一者でシリコンバレーで投資会社を設立した張首晟が自殺している。
一方で、アメリカでは産業スパイと疑われて逮捕されながら、その後、証拠不十分で釈放された中国系アメリカ人が少なくなく、核兵器の研究施設、ロスアラモス研究所のウェンホー・リー氏。アメリカ海洋大気局のシェリー・チェン氏。テンプル大学の物理学者、シャオシン・シー氏。これらの人物について、アメリカの司法当局はいずれもスパイとして立証できず、謝罪に追い込まれている。中国系アメリカ人の団体「百人会」は2017年に「中国スパイの訴追・産業スパイ活動の分析」という報告書を公表し、産業スパイ容疑での逮捕者は「5人に1人」の割合で無実である可能性が高いとしている。

### 日本の対応
日本国内においても、自由民主党のルール形成戦略議員連盟などから、本法を念頭に、利用者データの取り扱いについてどのような外国法令が適用されるのかを利用規約に明記すべきなどの提言が出されている。警察関係者は「日本企業の技術を狙う手段は多様化している。一人一人が危機意識を高め、現実に即した対応を迅速に取らなければ、貴重な日本の財産が流出し続けることになる」と警戒感を示している。警視庁は、2021年度から公安部の外事課を４課体制に増強し、中国への対応力を強化することとしている。国立国会図書館の調査及び立法考査局、海外立法情報調査室によれば、国家情報法の各規定は、基本的には中国における従来の情報活動を明文化したものであり、法施行により中国の情報活動をめぐる状況が大きく変化するとは考えられないが、今後の影響がどのような形で現れるかについては注視が必要であるとしている。

## 懸念に対する反論・対抗
懸念に対処するために、ファーウェイは「ファーウェイの国外の子会社および従業員は、国家情報法の管轄権の対象ではない」とする中倫法律事務所による法律意見書を2018年5月に提出し、自社のウェブサイトにおいて「中国政府が当社のビジネスや製品のセキュリティに干渉することはありません。さらに、いかなる国や組織から、そのようなことを強要するような試みが行われた場合、当社は断固として拒否します」としている。また、上述の英国国防委員会報告に対しても「私たちは、人々がこのような根拠のない談合による告発を見破り、むしろ過去20年間にファーウェイがイギリスのために何を提供してきたのかを思い出すことになると確信しています」と主張している。
同法は既に存在する国家安全法、反スパイ法、反テロリズム法等の規定との整合性を確保する主旨で創設されており、草案の段階から機能と権限が防諜に限定され、実際に同法11条において情報活動機構の職権が外国の情報機関により実行された中国へ危害を及ぼす諜報活動への対処だと明記されている。同法の第8条、第19条、第27条、第31条においても、情報収集の権限濫用を防ぎ個人や組織の合法的利益を守る義務、合法的利益が損害を受けた場合に情報機関に対する告訴を行う権利、告訴した人間への抑圧や報復を禁じる事が明記されており、同時に中国の反間諜法やサイバーセキュリティ法においても、防諜以外の目的での情報収集を禁じ商業的利益や個人の権利を守る義務を定め、同時に当局による権限の濫用を告発する権利を明記している。
中華人民共和国外交部の耿爽報道官は、同法第8条で「国家情報活動は法に基づき行い、人権を尊重及び保障し、個人及び組織の合法的権益を守らなければならない」と定められていることや、中国の他の法律にもプライバシー等の人権保障について多くの規定があり、国家情報活動にもその規定が適用されることを根拠にし、「彼らがこの法律を一面的に解釈し、自国に都合の良い部分だけ断片的に引用するのではなく、全面的に見て、正確に理解することを望む」と主張している。また、王毅外交部長は「グローバルデータ安全イニシアチブ」構想を発表して、アメリカ主導の「クリーンネットワーク計画」に対抗する構えを見せている。
ペンシルベニア大学の現代中国研究センター所長であり、政府機関向けに米中外交の政策決定に関するアドバイスも行っているJacques deLisleは、ファーウェイを警戒する米国のTIA (米国通信工業会)に対し、TIAは共産党と民間企業の関係を過度に単純化し一方的な評価を行っていると批判した。Jacques deLisleによればTIAは中国の民間企業が政府に協力する義務を負う条文を強調し警戒するが、安全保障やセキュリティの分野ではこの種の法律は珍しいことではなく、米国も同じタイプの法律を採用しているし、中国の優先目標は経済成長であってリスクを冒してスパイ行為を働く動機が薄いと指摘した。
懸念を表明した西側諸国では、自国の情報機関への協力は原則として個人の自由意思に委ねられているとされているが、実際には米国の外国情報監視法（FISA）や通信傍受支援法（CALEA）によって民間企業は政府の諜報活動への協力を義務付けられており、実際に米国で民間企業の協力に基づいて実行されたPRISM (監視プログラム)が発覚し問題になった。米国では法的に正当な審査を経れば民間通信企業に対し強制命令を出すことが可能で、通信傍受機器を設置しなくてはならないと定められており、命令に従った民間企業は民事刑事の責任を問われることがないとされている。